# Dan Hoffman
Dan Hoffman (auch Dan Gofman; * 28. Januar 1999 in Naharija) ist ein israelischer Eishockeyspieler, der seit 2018 bei Maccabi Metulla in der Israelischen Eishockeyliga unter Vertrag steht.

## Karriere
Dan Hoffman begann seine Karriere als Eishockeyspieler im russischen Kasan, wo er in verschiedenen Nachwuchsmannschaften spielte. 2017 wechselte er zu Montfort Ma’alot in die Israelische Eishockeyliga. Nach nur einem Jahr verließ er den Klub wieder und schloss sich dem Ligakonkurrenten Maccabi Metulla an.

### International
Im Juniorenalter spielte Hoffman bei den U18-Weltmeisterschaften 2015 und 2017 in der Division III sowie den U20-Weltmeisterschaften 2016, 2017 und 2018 in der Division III und 2019 in der Division II.
Mit der israelischen Nationalmannschaft nahm Hoffman an der Weltmeisterschaft der Division II 2019, als der Aufstieg von der B- in die A-Gruppe der Division gelang, teil. Zudem vertrat er seine Farben bei der Olympiaqualifikation für die Winterspiele in Peking 2022.

## Erfolge und Auszeichnungen
- 2018 Aufstieg in die Division II, Gruppe B, bei der U20-Weltmeisterschaft der Division III
- 2019 Aufstieg in die Division II, Gruppe A, bei der Weltmeisterschaft der Division II, Gruppe B